# روث إليس
روث إليس (بالإنجليزية: Ruth Ellis)‏ هي سيدة أعمال أمريكية، ولدت في 23 يوليو 1899 في سبرينغفيلد في الولايات المتحدة، وتوفيت في 5 أكتوبر 2000 في ديترويت في الولايات المتحدة.

## نشأتها
وُلدت إليس في سبرينغفيلد بولاية إلينوي في 23 يوليو 1899. وهي أصغر أربعة أطفال في عائلتها والابنة الوحيدة. وُلد والداها في آخر أعوام فترة العبودية في ولاية تينيسي. توفيت والدة إليس، كاري فارو إليس، عندما كانت مراهقة، بينما كان والدها تشارلز إليس، أول ساعي بريد أمريكي أفريقي في إلينوي (وُلد عبدًا في الأصل).
كشفت إليس عن مثليتها الجنسية نحو عام 1915 (بمساعدة كتاب علم النفس)، ولكنها زعمت عدم اضطرارها للكشف عن ذلك نظرًا لتقبل عائلتها لها. تخرجت من مدرسة سبرينغفيلد الثانوية في عام 1919، في الوقت الذي تخرج فيه أقل من 7% من الأمريكيين الأفارقة من المدرسة الثانوية. في عشرينيات القرن العشرين، التقت بالمرأة التي لم تشارك سواها المسكن، سيلين «بيب» فرانكلين. انتقلتا سوية للعيش في ديترويت بولاية ميشيغان في عام 1937.

## مسيرتها المهنية
أمضت إيليس أيامها في العمل لشركة طباعة في سبرينغفيلد ولكنها انتقلت إلى مكان عمل آخر مقابل أجر أعلى. تفاؤلًا بهذا الوعد، انتقلت إليس إلى ديترويت في عام 1937. اعتنت هناك بصبي صغير في هايلاند بارك مقابل 7 دولار فقط في الأسبوع، وهو ما يعادل في يومنا هذا 125.62 دولار. مع ذلك، سرعان ما سخرت المعرفة التي تمتلكها في مجال الصحافة المطبوعة، والتي حصلت عليها من عملها في سبرينغفيلد، في العمل وتأمين منصب في واترفيلد وهيث، حيث عملت إلى أن افتتحت مطبعتها الخاصة خارج البيت الغربي الذي سكنت فيه بصحبة بيب.

## حياتها الشخصية
اشتملت هوايات إليس على الرقص والبولينغ والرسم والعزف على البيانو والتصوير الفوتوغرافي. عُرِف منزل إليس وفرانكلين في المجتمع الأمريكي الأفريقي بـ«منطقة مثلي الجنس». كان منزلهما موقعًا مركزيًا لإقامة حفلات مثليي الجنس والمثليات، وملجأ لمثليي الجنس والمثليات الأمريكيين من أصل أفريقي. واصلت إليس تقديم الدعم لمن هم بحاجة الكتب أو الطعام أو المساعدة في التعليم الجامعي. دافعت إليس طيلة حياتها عن حقوق مثليي الجنس والمثليات والأمريكيين الأفارقة. عقب عيد ميلادها السبعين، ونظرًا لشهرتها في المجتمع، أصبحت إليس عنصرًا أساسيًا في «مهرجان ميشيغان وومين للموسيقى». في عيد ميلادها المئة، قادت مسيرة سحاقيات غنت فيها المشاركات عيد ميلاد سعيد لها بسعادة غامرة في مارس 1999 في سان فرانسيسكو. بيد انفصال إليس وفرانكلين في نهاية المطاف، إلا أنهما كانتا معًا لأكثر من ثلاثين عامًا.

## وفاتها
توفيت فرانكلين في عام 1973 بسبب نوبة قلبية تعرضت لها أثناء طريقها إلى العمل. نُقلت إليس إلى المستشفى لمدة أسبوعين بسبب مشاكل في القلب، ولكنها أرادت قضاء أيامها الأخيرة في المنزل. توفيت إليس أثناء نومها في ساعات الصباح الأولى من 5 أكتوبر 2000. نُثِر رمادها في مهرجان ومين التالي وفي المحيط الأطلسي قبالة غانا.

## مركز روث إليس
يكرم مركز روث إليس حياة روث إليس وعملها، وهو أحد أربع وكالات في الولايات المتحدة التي تُعنى بشباب مجتمع الميم المشردين. من الخدمات التي يقدمها توفير مركز رعاية، وبرامج توعية في الشوارع، ومأوى رعاية مُرخص، ومركز صحة ورفاه متكامل لتقديم الرعاية الطبية والصحية العقلية.

## التقديرات والإنجازات
لم يؤخرها عمرها عن تحقيق إنجازاتها، وبحلول اقتراب عيد ميلادها المئة، اعتُرِف بإليس في العديد من منشورات مجتمع الميم الكبرى الصادرة في مختلف أنحاء البلاد، وبُثّ فيلمها الوثائقي الأشبه بالفيلم بعنوان «العيش بفخر: روث إليس في عمر المئة». حصل الفيلم على جوائز عديدة في مهرجانات سينمائية كبرى مختلفة. في عام 2009، أُدرِج اسمها في قاعة مشاهير ميشيغان. في عام 2013، أُدرجت في ممشى الإرث، وهو عرض عام خارجي يُحتفى فيه بتاريخ مجتمع الميم وأفراده.